# Ратуш (Криулянский район)
Ратуш (рум. Ratuș) — село в Криулянском районе Молдавии. Наряду с сёлами Дрэсличень и Логанешты входит в состав коммуны Дрэсличень.

## География
Село расположено на высоте 71 метр над уровнем моря.
На окраине села Ратуш установлен памятник на месте захоронения пятерых погибших связным заброшенной 25 сентября 1941 года в тыл противника партизанской группы Молдавского республиканского центра для организации партизанской работы на оккупированной территории (И. М. Моргенштерн, И. И. Гринман, Э. С. Гринберг, Я. Т. Богуславский и С. П. Брухис).

## Население
По данным переписи населения 2004 года, в селе Ратуш проживает 1226 человек (578 мужчин, 648 женщин).
Этнический состав села:
| Национальность | Число жителей | Процентный состав |
| -------------- | ------------- | ----------------- |
| молдаване      | 989           | 80,67             |
| румыны         | 231           | 18,84             |
| русские        | 4             | 0,33              |
| украинцы       | 2             | 0,16              |
| Всего          | 1226          | 100 %             |